# Chimastrum celina
Chimastrum celina is een vlindersoort uit de familie van de prachtvlinders (Riodinidae), onderfamilie Riodininae.
Chimastrum celina werd in 1868 beschreven door H. Bates.